# Demografía de las Islas Marianas del Norte

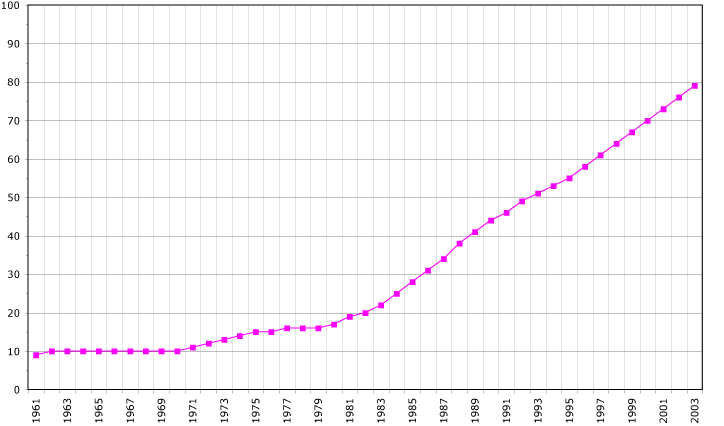
Demografía de las Islas Marianas del Norte, según datos de FAO, año 2005 ; Número de habitantes.

Estas son algunos datos demográficos realizadas por la CIA World Factbook, como las siguientes indicaciones.

## Población
- 71.912 (julio de 2000 est.)
- Hombres: 34.684
- Mujeres: 37.228

| Isla                     | Área (km²) | Población 2020 | Altura máxima m | Pico más alto  | Archipiélago |
| ------------------------ | ---------- | -------------- | --------------- | -------------- | ------------ |
| Farallón de Pájaros      | 2,55       | 0              | 319             |                |              |
| Arrecife de Supply       | 0,00       | −              | −8              |                |              |
| Islas Maug               | 2,13       |                | 227             | Isla Norte     |              |
| Isla Asunción            | 7,31       |                | 891             |                |              |
| Agrihan                  | 43,51      | 4              | 965             | Monte Agrihan  |              |
| Pagán                    | 47,24      | 2              | 579             | Monte Pagán,   |              |
| Alamagan                 | 11,11      | 1              | 744             | Alamagan       |              |
| Guguan                   | 3,87       | 0              | 301             |                |              |
| Piedras de Torres        | 0          | 0              | 0               |                |              |
| Sarigan                  | 4,97       | 0              | 549             |                |              |
| Anatahan                 | 31,21      | 0              | 787             |                |              |
| Farallón de Medinilla    | 0,85       | 0              | 81              |                |              |
| Saipán                   | 115,38     | 43385          | 474             | Monte Tapochau |              |
| Tinián                   | 101,01     | 2044           | 170             | Kastiyu        |              |
| Aguiján                  | 7,10       | 0              | 157             | Alutom         |              |
| Rota                     | 85,39      | 1893           | 491             | Monte Manira   |              |
| Islas Marianas del Norte | 463,63     | 47329          | 965             | Monte Agrihan  |              |

## Edad ternaria
0-14 años:
- 24% (hombres 8.652; mujeres 8.377)

15-64 años:
- 75% (hombres 25.441; mujeres 28.233)

65 años para adelante:
- 1% (hombres 591; mujeres 618) (2000 est.)

## Tasa de crecimiento en la población
- 2,54% (2006 est.)

## Tasa de nacimientos
- 20,86 nacimiento/1.000 población (2000 est.)

Lenguas: Inglés, chamorro y carolinio (oficiales), tagalo y español.
Religión: Católica (mayoría), protestante, budista, sintoísmo y creencias indígenas.